# RENFE serie 490
De serie 490 van het Fiat type Pendolino, ook wel Alaris genoemd, is een driedelige elektrische kantelbaktrein bestemd voor het langeafstandspersonenvervoer van de Red Nacional de los Ferrocarriles Españoles (RENFE).

## Geschiedenis
De driedelige treinen zijn begin 1996 door Red Nacional de los Ferrocarriles Españoles (RENFE) besteld bij het consortium van Fiat, Siemens en ADtranz. Deze treinen zijn afgeleid van de Italiaanse kantelbak trein ETR 460. Medio 1999 werden de eerste treinen afgeleverd.

## Constructie en techniek
Het treinstel is opgebouwd uit een aluminium frame met luchtgeveerde draaistellen. Het treinstel is uitgerust met kantelbaktechniek. Door deze installatie is het mogelijk dat het rijtuig ongeveer 8° gaat kantelen en daardoor meer comfort in de bochten merkbaar is.

## Treindiensten
De treinen worden door Red Nacional de los Ferrocarriles Españoles (RENFE) ingezet op de volgende trajecten.
- Madrid - Valencia
- Barcelona - Alicante